# Ophioglossum intermedium
Ophioglossum intermedium là một loài dương xỉ trong họ Ophioglossaceae. Loài này được Hook. mô tả khoa học đầu tiên năm 1854.
Danh pháp khoa học của loài này chưa được làm sáng tỏ. 